# Zina Freundová
Zina Freundová (* 7. března 1950, Praha) je česká překladatelka a signatářka Charty 77.
Ze studií perštiny na Univerzitě Karlově byla vyloučena těsně před dokončením poté, co podepsala prohlášení Charta 77 mezi prvními signatáři v roce 1976. Následovala série zaměstnání v dělnických profesích. Patřila mezi nejaktivnější postavy českého disentu. Podílela se na činnosti distribuční sítě INFOCHU (informace o Chartě) a byla členkou VONSU (Výboru na obranu nespravedlivě stíhaných).
13. října 1981 byla v noci ve svém bytě přepadena příslušníky Státní bezpečnosti a surově zbita v rámci akce Asanace, jejímž cílem bylo přinutit disidenty opustit republiku. Přímí pachatelé byli po listopadu 1989 odsouzeni k nepodmíněným trestům. Po tomto útoku, ještě v roce 1981, Zina Freundová emigrovala s manželem do Velké Británie. Na začátku 90. let se vrátila do rodné země.
V Česku pracuje jako lektorka a překladatelka z angličtiny.